# لورانس رايت
لورانس رايت (بالإنجليزية: Lawrence Wright) (و. 1947  م) هو كاتب سيناريو، وروائي، وصحفي، وكاتب مسرحي، وكاتب أمريكي، ولد في أوكلاهوما سيتي، أوكلاهوما، بدأ مشواره المهني سنة 1979.

## التعليم
تعلم في جامعة تولين، وثانوية وودرو ويلسون ‏.

## جوائز وترشيحات
حصل على جوائز منها:
- جائزة ليونل غيلبر [الإنجليزية]‏، عن عمل: The Looming Tower [الإنجليزية]‏ (2007)
- جائزة بوليتزر عن فئة الأعمال غير الخيالية، عن عمل: The Looming Tower [الإنجليزية]‏ (2007)
- J. Anthony Lukas Book Prize [الإنجليزية]‏، عن عمل: The Looming Tower [الإنجليزية]‏ (2007)
- Helen Bernstein Book Award for Excellence in Journalism [الإنجليزية]‏، عن عمل: The Looming Tower [الإنجليزية]‏ (2007)
- جائزة كتاب تايمز لوس أنجلوس [الإنجليزية]‏، عن عمل: The Looming Tower [الإنجليزية]‏ (2006).

ترشح لـ:
- جائزة الكتاب الوطني للأعمال الواقعية [الإنجليزية]‏، عن عمل: Going Clear (book) [الإنجليزية]‏ (2013)
- جائزة بوليتزر عن فئة الأعمال غير الخيالية، عن عمل: The Looming Tower [الإنجليزية]‏ (2007).

## وصلات خارجية
- لورانس رايت على موقع IMDb (الإنجليزية)
- لورانس رايت على موقع مونزينجر (الألمانية)
- لورانس رايت على موقع أول موفي (الإنجليزية)
- لورانس رايت على موقع إن إن دي بي (الإنجليزية)
- لورانس رايت على موقع قاعدة بيانات الفيلم (الإنجليزية)